# Камината
Камина̀та (на италиански: Caminata, на местен диалект Caminà, Камина) е село в северна Италия, община Алта Вал Тидоне, провинция Пиаченца, регион Емилия-Романя. Разположено е на 364 m надморска височина.

## История
Камината, като община, е част от провинция Павия, регион Ломбардия до 1923 г., когато участва провинция Пиаченца. В 1928 г. тя се присъединява към община Нибиано до 1950 г., когато става отново независима община. В 2018 г. участва община Алта Вал Тидоне с другите общини Нибиано и Пекорара.